# Кухта Іван Петрович
Іва́н Петро́вич Ку́хта (нар. 15 липня 1958, Велика Тур'я) — український дипломат. На дипломатичній службі в системі МЗС України перебував у 1994—2016 роках. Третій, перший секретар, начальник візового відділу, заступник начальника Консульського управління МЗС України (2001—2003). Радник, завідувач консульським відділом Посольства України в РФ (2003—2007). Заступник директора Департаменту персоналу МЗС України (2007—2010). Надзвичайний і Повноважний Посол України в Республіці Вірменія (2010—2016).

## Біографія
Народився 15 липня 1958 року в селі Велика Тур'я Долинського району на Івано-Франківщин
У 1982—1987 роках закінчив Київський державний університет імені Тараса Шевченка, викладач філософії та у 2001 — Дипломатичну академію при МЗС України, магістр зовнішньої політики та дипломатії. Володіє іноземними мовами: російською та німецькою.
У 1978—1980 служба в радянській армії

У 1980—1981 працював на заводі технічного вуглецю у м. Кременчук. 
1981- 1983 на комсомольській роботі
1983 -19894 роба в Ялтінській міській раді на посадах завідувача відділом. 
З 1994 по 1999 — консул Генерального консульства України в Тюмені.
З 1999 по 2001 — слухач Дипломатичної академії при МЗС України.
З 2001 по 2003 — третій секретар, перший секретар, радник, заступник начальника Консульського управління — начальник відділу міграційно-візової політики та євроінтеграції Департаменту консульської служби МЗС України.
З 2003 по 2007 — радник з консульських питань Посольства України в Російській Федерації.
З 2007 по 2010 — заступник директора Департаменту персоналу МЗС України.
З 22.07.2010 — по 01.04.2016 Надзвичайний і Повноважний Посол України в Республіці Вірменія. 
Має дипломатичний ранг Надзвичайного і Повноважного Посланника першого класу

## Нагороди
- Почесна грамота МЗС України (2008);
- Почесна відзнака МЗС України III ступеня (2009).